# Tadeusz Kosciuszko Camp
Tadeusz Kosciuszko Camp, właściwie The Tadeusz Kosciuszko Polish Army Training Camp, potocznie Camp Kosciuszko – obóz szkoleniowy dla ponad 22 tysięcy polskich ochotników do powstającej we Francji Błękitnej Armii gen. Józefa Hallera, zorganizowany w latach 1917-1919 w kanadyjskim miasteczku Niagara-on-the-Lake na granicy ze Stanami Zjednoczonymi.

## Hallerczycy z Ameryki

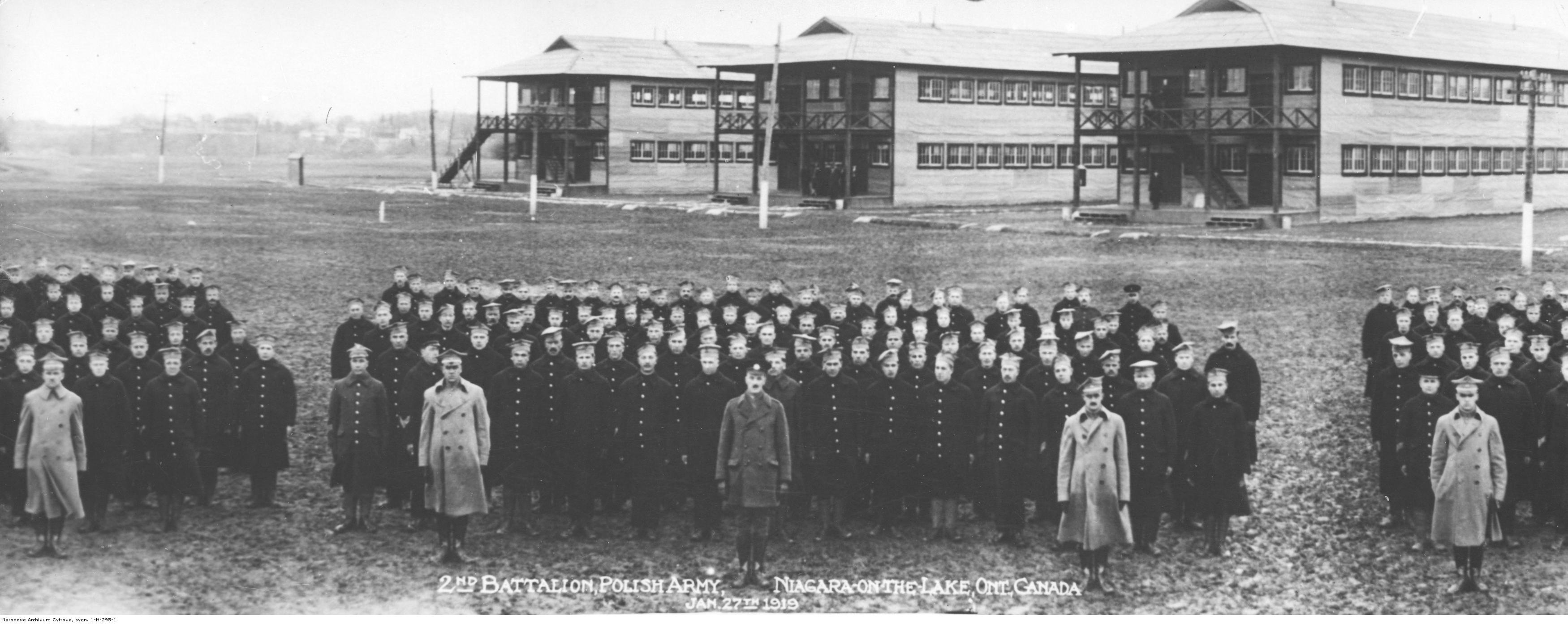
Ochotnicy na tle baraków mieszkalnych

Armia Polska we Francji, zwana Błękitną Armią (od koloru mundurów), powstała w czasie I wojny światowej z inicjatywy Romana Dmowskiego i Komitetu Narodowego Polskiego przy pomocy państw Ententy. Dekretem prezydenta Raymonda Poincaré'ego z 4 czerwca 1917 powołano uzbrojoną przez Francję armię, do której zaciągali się rodacy gotowi do walki o niepodległość wyzwalającej się spod rozbiorów Polski. Byli to głównie jeńcy z armii austro-węgierskiej i Cesarstwa Niemieckiego oraz polscy żołnierze z armii francuskiej (w sumie około 35 000), a ponadto emigranci ze Stanów Zjednoczonych (około 22 000), Kanady (221 osób) i Brazylii (ponad 300).
O ile cały koszt szkolenia, wyposażenia i transportu armii wziął na siebie rząd Francji, to misji agitacyjnej w Ameryce podjęło się Polskie Towarzystwo Gimnastyczne „Sokół” (Polish Falcons Gymnastic Society), zasłużone w podtrzymywaniu i rozwijaniu świadomości narodowej i w podnoszeniu sprawności fizycznej polskiej młodzieży. Generał Haller (od października 1918 dowódca Błękitnej Armii) podczas pracy społecznej przed wojną wykazał się jako wielki entuzjasta tego ruchu – organizował liczne drużyny „Sokoła”, aby je później militaryzować.
Dzięki dyplomacji Ignacego Jana Paderewskiego, prezydent Woodrow Wilson podpisał 5 października 1917 dekret zezwalający Polakom formować swoją armię. Ponieważ jednak ówczesne układy międzynarodowe nie pozwalały na ich szkolenie na ziemi amerykańskiej (Stany nadal pozostawały w stanie wojny) z pomocą przyszło dominium Kanady, oddając do dyspozycji tereny pod przygranicznym, malowniczym miasteczkiem Niagara-on-the-Lake. Obóz otrzymał imię Tadeusza Kościuszki, wybitnego uczestnika wojen o niepodległość zarówno Polski, jak i USA.

## Rekrutacja
Większość ochotników dotarła przez przygraniczne amerykańskie miasto Buffalo w stanie Nowy Jork, gdzie od 9 czerwca 1917 działał Polish-American Citizens Committee, koordynujący wysiłki innych polonijnych organizacji i zapewniający podróżującym do obozu wikt, transport i zakwaterowanie. Kierowali nim ks. Cezary Krzyżan oraz dr Francis E. Fronczak, który też pełnił obowiązki komisarza służby zdrowia miasta Buffalo, a zarazem był członkiem paryskiego Komitetu Narodowego Polskiego. 
Zaciągali się nawet potomkowie przybyłych do Ameryki Polaków. Niektórym nigdy wcześniej nie dane było poznać kraju ojców.
W sumie zgłosiło się 22 395 chętnych (według innych danych 22 174), a po przeszkoleniu wyekspediowano do Francji 20 720 żołnierzy.
Rekrutów wraz z ekwipunkiem kwaterowano po ośmiu w namiotach (a zimą w zbudowanych naprędce barakach na 300 osób) ale również w stodołach, hotelach, w nieczynnych fabrykach i w domach prywatnych. Przybywali codziennie dziesiątkami i setkami. Mieszkańcy prowincjonalnego Niagara-on-the-Lake nigdy wcześniej nie przeżyli podobnego najazdu gości i wielu wynajmowało kwatery bezpłatnie. Nawet część ratusza i innych budynków publicznych oddano na potrzeby Polaków, a lokalna poczta wywiesiła informacje i oznaczenia w języku polskim.
Rekruci otrzymywali żołd według stawek francuskich: szeregowcy 5 centów dziennie, sierżanci 20 centów, a oficerowie 1,22 dolara. Ponadto każdy żołnierz otrzymywał roczną premię w wysokości 150 dolarów.

## Komendant

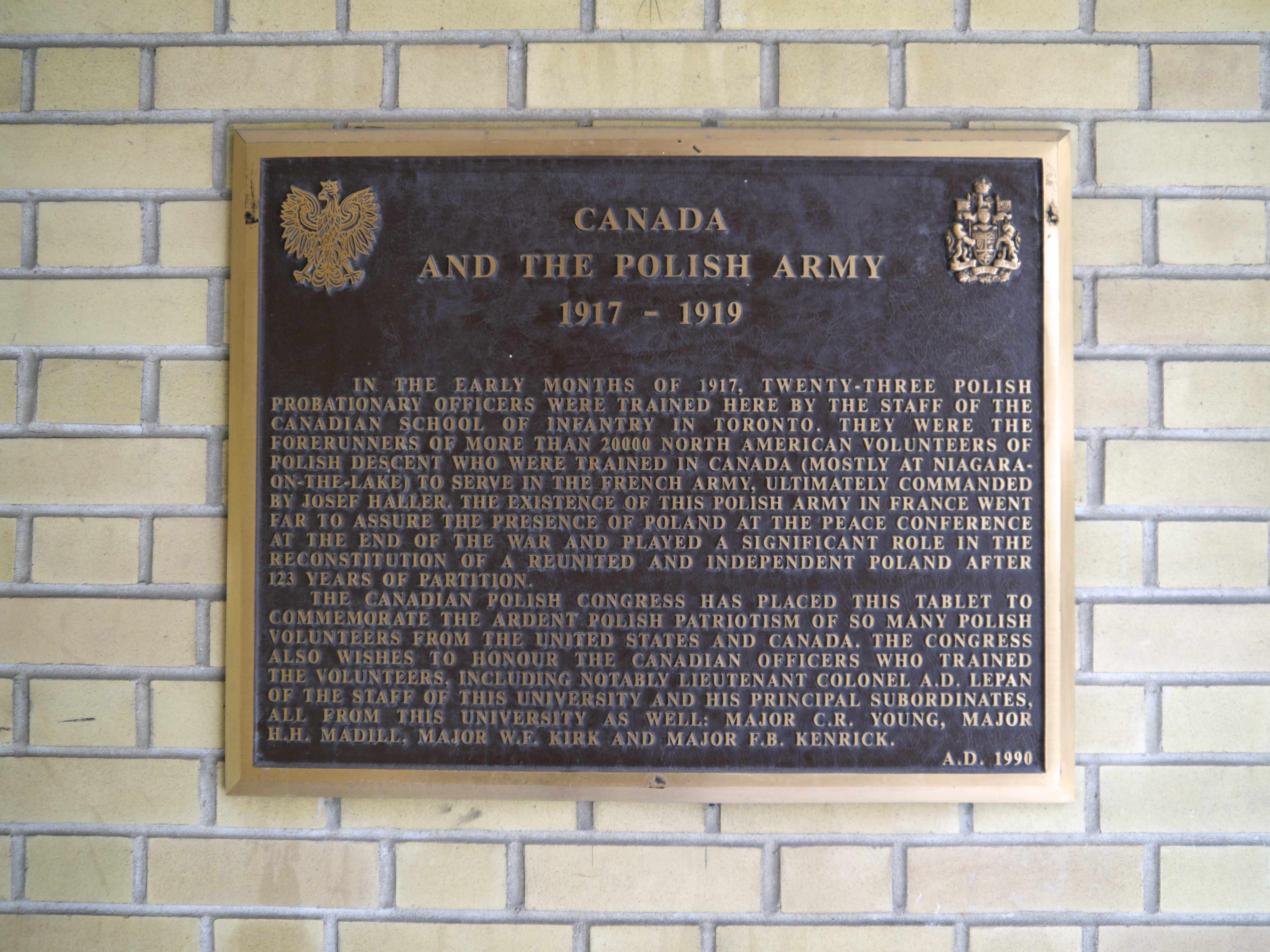
Tablica upamiętniająca szkolenie polskich oficerów w 1917, University College na Uniwersytecie Torontońskim

Obozem dowodził podpułkownik Arthur D’Orr LePan (1885-1976), w cywilu inżynier. Był synem emigrantów irlandzkich pochodzenia francuskiego, bardzo zasłużonych dla Kanady (w mieście Owen Sound nazwano ich imieniem ulicę).
Płk LePan kierował również bazą wojskową Camp Borden w płd. Ontario, gdzie (jak również na Uniwersytecie Torontońskim) przechodzili szkolenie przyszli oficerowie Błękitnej Armii.
Pierwszy kontakt z kandydatami na oficerów LePan miał już 3 stycznia 1917 (przed podpisaniem stosownych porozumień międzyrządowych), kiedy ze Stanów Zjednoczonych do jego szkoły dotarło pierwszych 23 rekrutów. W sumie oficerskie szlify zdobyło 295 kandydatów. Wraz z 28 oficerami kanadyjskimi stanowili kadrę szkoleniową w Obozie Kościuszko.
Obciążony nowymi obowiązkami, komendant LePan przeniósł się wraz z rodziną do Niagara-on-the-Lake, gdzie wyjątkowo zżył się ze swoimi podwładnymi. Jeden z Polaków był guwernerem jego trojga dzieci, a cała rodzina doznała zaszczytu prywatnego spotkania z wielkim mężem stanu i artystą Ignacym Paderewskim, który odwiedził obóz 21 listopada 1917. 
Po demobilizacji w 1919 LePan był długoletnim kuratorem budynków Uniwersytetu Torontońskiego. Uznany przez północnoamerykańską Polonię za wybitną osobistość, otrzymał liczne odznaczenia, m.in. Krzyż Komandorski Orderu Odrodzenia Polski i Miecze Hallerowskie, a od rządu Francji Legię Honorową.
Szkolenie polskich oficerów upamiętnia specjalna tablica wmurowana w ścianę jednego z głównych budynków Uniwersytetu Torontońskiego w centrum metropolii.

## Hallerczycy w Europie
Obóz Kościuszko zamknięto 11 marca 1919 (po 18 miesiącach istnienia), a nowoczesne, wyszkolone oddziały przetransportowano do Francji, skąd świetnie wyposażona armia w sile 80 tysięcy żołnierzy przewieziona została koleją przez Niemcy do Polski, zasilając młode Wojsko Polskie. Ze względu na jednolity charakter Błękitnej Armii zdecydowano się nie dzielić jej na mniejsze związki. Hallerczycy wzięli udział w wojnie polsko-ukraińskiej, a na froncie polsko-rosyjskim zmagali się z konnicą gen. Siemiona Budionnego.

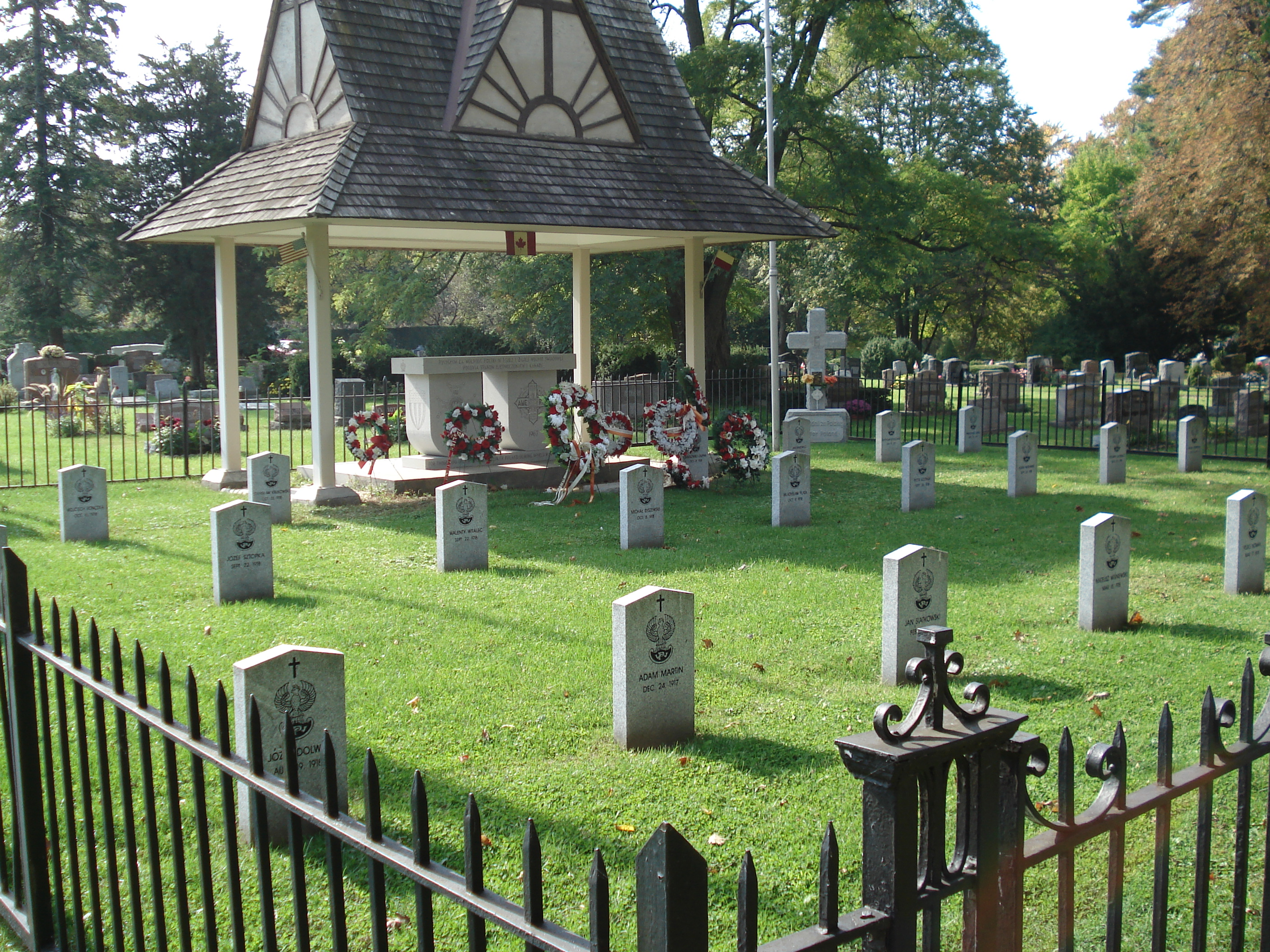
Cmentarz hallerczyków w Niagara-on-the-Lake

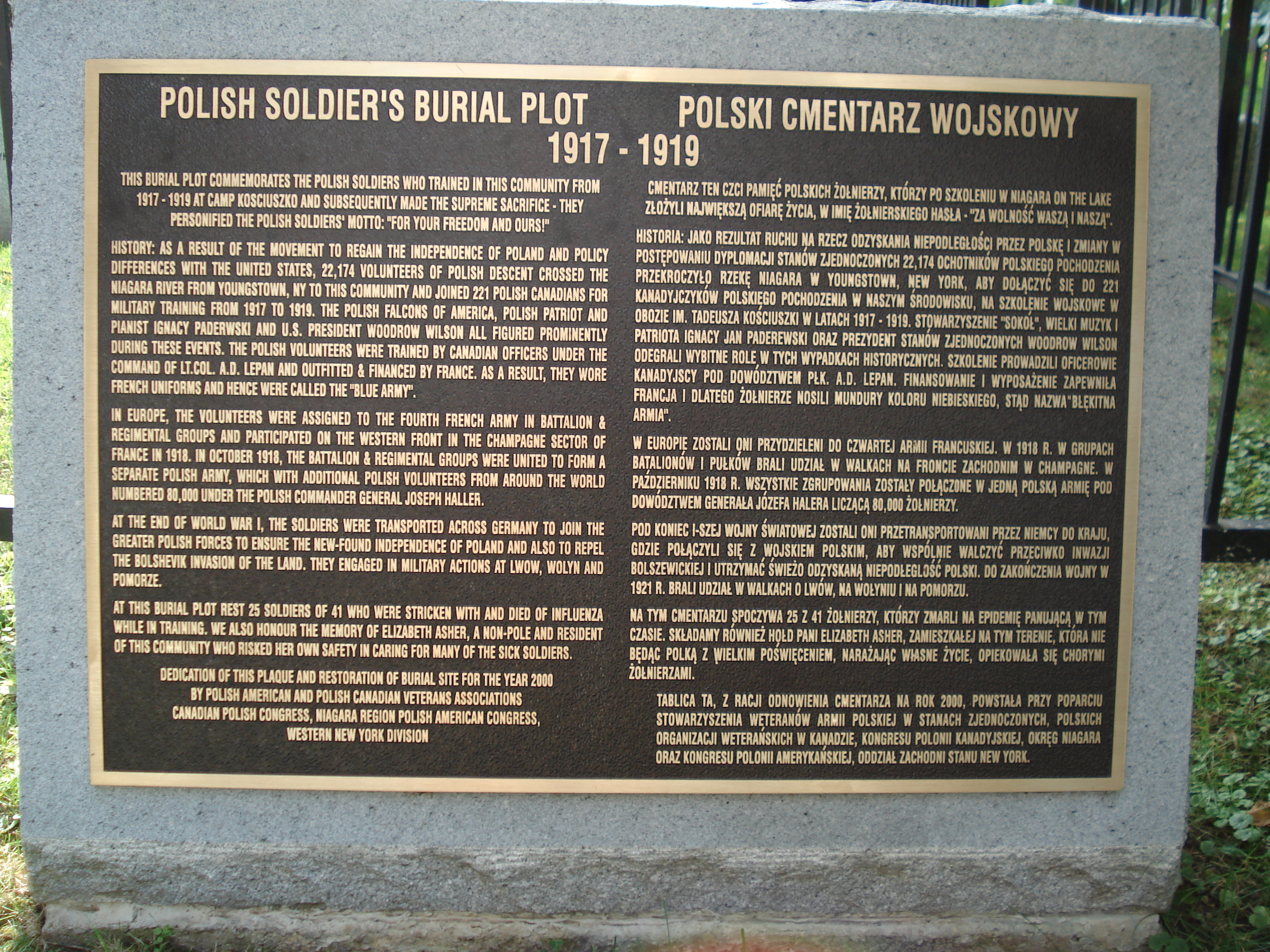
Tablica pamiątkowa na cmentarzu hallerczyków

## Cmentarz
Wraz z nadejściem zimy w okolicach Niagary wybuchła epidemia grypy hiszpanki, zabierając w 1918 życie 41 rekrutów, z których 26 za zgodą władz zostało pochowanych na parceli, jaką specjalnie wydzielił proboszcz lokalnej parafii św. Wincentego (St. Vincent de Paul R.C. Church). Tak powstał najprawdopodobniej jedyny polski cmentarz wojskowy na terenie Ameryki Północnej, nazywany popularnie „cmentarzem hallerczyków”. Pamiątkowa tablica przybliża dzieje Obozu Kościuszko.
Po odzyskaniu niepodległości w 1918 Polska otrzymała od Kanady deklarację scedowania cmentarza jako części ziem polskich. Opiekę nad nim utrzymywali członkowie Stowarzyszenie Weteranów Armii Polskiej w Ameryce (SWAP) z Buffalo, a następnie Kongres Polonii Kanadyjskiej, który zarazem odpowiada za organizację uroczystości rocznicowych.

## Dzień Polski w Niagara-on-the-Lake
Rokrocznie od ponad 90 lat amerykańska i kanadyjska Polonia urządza gremialne pielgrzymki i uroczystości upamiętniające obóz amerykańskich hallerczyków i ich heroizm. Odbywa się to w czerwcu każdego roku podczas ustanowionego przez władze miasta Dnia Polskiego. Punktem kulminacyjnym uroczystości jest parada do centrum miasta. Na odrestaurowany w 2000 roku cmentarz tradycyjnie przybywa Polonia z obu krajów, a także polskie władze konsularne i lokalni politycy.
Z inicjatywy SWAP w Warszawie wzniesiono pomnik Czynu Zbrojnego Polonii Amerykańskiej, odsłonięty 14 sierpnia 1998.